# Prachtkopfsteher
Der Prachtkopfsteher  (Anostomus anostomus) ist ein Süßwasserfisch aus der Familie der Engmaulsalmler (Anostomidae), der im nördlichen Südamerika im mittleren und oberen Amazonasbecken, im Stromgebiet des Orinoko und in Guayana und Suriname vorkommt. Die Art ist die Typusart der Gattung Anostomus.

## Merkmale
Der Prachtkopfsteher wird 16 bis 18 cm lang und besitzt einen langgestreckten, seitlich nur leicht abgeflachten Körper. Farbliches Kennzeichen sind drei dunkelgrüne, dunkelbraune bis braunschwarze Längsstreifen, die sich vom Kopf bis zur Schwanzwurzel erstrecken und von zwei leuchtendgelben bis weißlichgrauen Längsstreifen voneinander getrennt sind. Die Flossen, vor allem Rücken- und Schwanzflosse, sind kräftig rot oder die Basis ist rot und das distale Flossenende ist transparent oder gelblich. Die Kehle und die Region oberhalb der Bauchflossen sind violett bis purpurfarben. Die Afterflosse kann vorn einen schwarzen Rand haben. Sehr alte Tiere sind fast einfarbig dunkelbraun. Männchen sind kleiner und mehr gestreckt als die Weibchen.
Neben der Nominatform wurden zwei weitere Unterarten beschrieben, Anostomus anostomus longus aus dem oberen Amazonasgebiet soll schlanker sein, Anostomus anostomus brevior aus Guyana hat einen höheren Körper, deshalb mehr Schuppen in einer Querreihe und eine längere Schnauze.
- Flossenformel: Dorsale 3–4/9–10, Anale 3/7–8
- Schuppenformel 38–43 (mLR)

## Lebensweise
Prachtkopfsteher ernähren sich vor allem von Pflanzen, daneben von Würmern, Krebstieren und Insekten. Die Fortpflanzung ist bisher nur wenig bekannt. Die Fische sollen in dichten Pflanzenbeständen laichen und die Männchen sich nach dem Ablaichen in der Nähe des Laichplatzes aufhalten. In Aquarienhaltung gehaltene ausgewachsene Tiere sind untereinander oft recht unverträglich.